# 大山義年
大山 義年（おおやま よしとし、1903年（明治36年）8月2日 - 1977年（昭和52年）7月16日）は、昭和時代の日本の化学工学者。東京工業大学名誉教授。

## 経歴・人物
茨城県水戸市に生まれる。麻布中学校、水戸高等学校を経て、東京帝国大学工学部造兵学科へ入学。化学機械を修め、恩師の大河内正敏の勧めで理化学研究所に入る。その後、1931年（昭和6年）台北帝国大学に赴任し、粉体工学の研究を行い、1940年（昭和15年）東京工業大学化学工学科助教授を経て、1942年（昭和17年）同大学教授、1958年（昭和33年）東京大学応用微生物研究所教授兼任、1960年（昭和35年）東京工業大学原子炉研究施設長、さらに1962年（昭和37年）より2年間同大学第6代学長を務める。1966年（昭和41年）定年退官、同名誉教授。
1973年（昭和48年）勲二等旭日重光章受章。1974年（昭和49年）に国立公害研究所初代所長に就任。同年、原子力船むつの放射能漏洩問題調査委員会の委員長を務めた。ほかペニシリン国産化のパイロットプラントの設計、ウラン濃縮の実用化、低圧式酸素製造装置の実用化などの功績がある。
その他、化学工学協会（現：公益社団法人化学工学会）の第12代会長（1959年 - 1961年）、日本原子力学会の第10代会長（1977年5月16日 - 同年7月）、低温工学協会会長、日本化学会会長などを歴任した。

## 著作
共著
- 『化学工学講座 第11』共立社、1936年。
- 『化学工学設計計算分離及び混合』丸善、1954年。
- 『化学工学 第2』岩波書店、1963年。
- 『化学工学 第3』岩波書店、1963年。

## 親族
- 父：大山鷹之介（海軍少将）[2]